# Max Maulwurf
Max Maulwurf var en tysk tegnet maskot fra Deutsche Bahn i form af en karikeret menneskelignende muldvarp, der blev benyttet fra 1994 til 2022. Han optrådte i muntre illustrationer på plakater, brochurer og andre medier, der informerede om spor- og anlægsarbejder og deres følger. Han bad passagerer og naboer om forståelse for de midlertidige ændringer og fortalte ofte om typen og varigheden af arbejdet. Overskrifterne og tegningerne var ofte baseret på humoristiske ordspil.

## Historie
Figuren blev skabt i 1993 i forbindelse med renoveringen af Berliner Stadtbahn. Den første offentliggørelse fandt sted i Berlin 27. maj 1994. Fra 2003 blev han benyttet til informationsmateriale på hele Deutsche Bahns net. I forbindelse med arbejder på Berlin-Hamburger Bahn blev der i 2009 for første gang udgivet et særligt Max Maulwurf-blad med informationer, gåder og børneside.
Den første tegning af Max Maulwurf blev lavet af Wolf Erlbruch, der også havde illustreret børnebogen Muldvarpen, der ville vide, hvem der havde lavet lort på dens hoved fra 1989. Wolf Erlbruch fortsatte med at tegne Max Maulwurf til 2002, hvor Fritz Reuter tog over.
I 2009 blev der trykt 18,7 mio. plakater, brochurer og sedler med Max Maulwurf-motiver. Ved arrangementer hvor der blev informeret om anlægsprojekter var maskotten ofte selv til stede i form af en person i en plysdragt med en gul hjelm på hovedet. På den måde kunne de besøgende få taget billeder af sig selv sammen med ham på byggepladsen.
I begyndelsen af april 2022 sendte Deutsche Bahn Max Maulwurf på pension. Figuren vil blive udstillet i Verkehrsmuseum Nürnberg.